# Tulou
Tulou zijn de karakteristieke huizen van de Hakka. De tulou zijn doorgaans rond gebouwd. In de jaren 70 van de twintigste eeuw werden de Tulou op Amerikaanse satellietfoto's weleens verward met koeltorens van kerncentrales. Hoewel het volgens oud gebruik een Hakka-huis is, bouwen ook de Minnannezen in Fujian tulou's.

## Gebouw
Tulou zijn gebouwd uit aarde. Vroeger bood het hoge kasteelachtige gebouw onderdak en bescherming voor de Hakka die vroeger gediscrimineerd werden, en ook tegen rondtrekkende roverbendes. Nu worden de tulou nog steeds bewoond door de Hakka. De gebouwen lijken op flats die rond zijn gebouwd, soms zijn ze in vierkante vorm gebouwd. Met midden in het gebouw is een vooroudertempel/Citang. Een tulou is ingedeeld in enige tientallen appartementen, elk voor één echtpaar of gezin. Sinds het begin van de 21e eeuw staan veel tulou's leeg omdat de plattelandsbevolking om economische redenen massaal naar de grote steden wegtrekt.

## Voorkomen
De tulou zijn alleen in de Hakka gebieden van Fujian te vinden, dat is het zuidwesten van deze Chinese provincie. Ze bevinden zich in onder andere in: Yongding 永定 en Tianluokeng 田螺坑.

## Externe link

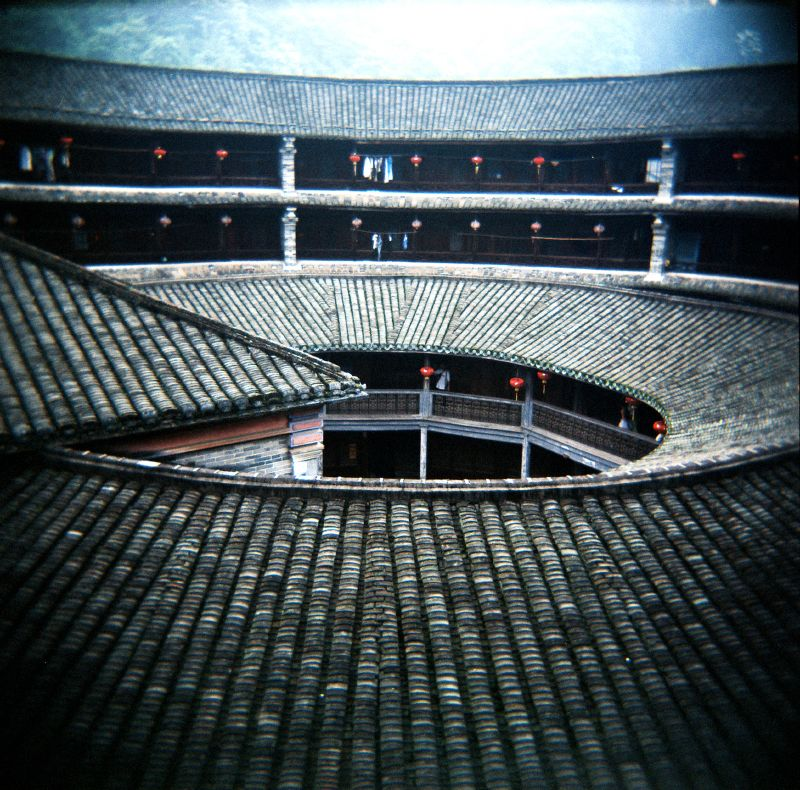
Binnenzijde